# BPM 37093
BPM 37093 ist ein veränderlicher Weißer Zwerg im Sternbild Zentaur.
Der Stern ist etwa 15 Parsec entfernt und wurde 1992 von Kanaan Kepler, Nitta und Winget entdeckt. Er ist ein ungewöhnlich massives Exemplar des Typs der ZZ-Ceti-Sterne und zählt zu den sogenannten DAV (pulsierende weiße Zwerge mit Wasserstoffatmosphäre). Dass er tatsächlich schwach pulsiert, wurde 1992 festgestellt.
Er besteht im Inneren aus Kohlenstoff und Sauerstoff, die beim Drei-Alpha-Prozess (Atomreaktion in der Vorgeschichte des Sterns) entstanden.
Bereits in den 1960er Jahren wurde vorhergesagt, dass die kältesten solcher Sterne im Inneren eine kristalline Struktur aufweisen könnten. Besondere Aufmerksamkeit verdient der Stern, da bei ihm als Erstes mittels astroseismologischer Methoden ein kristalliner Kern nachgewiesen wurde. Die Auswertung von Helligkeitsmessungen (unter anderem mittels des Whole Earth Telescope (WET) genannten Verbundes mehrerer Teleskope sowie von Hubble und Magellan u. a. in den Jahren 1998 und 1999 und 2003) haben bei BPM 37093 nahegelegt, dass er zu 90 % kristallin ist. Dabei werden die anhand der mit Teleskopen gemessenen Leuchtstärkekurven identifizierten Schwingungsmodi und deren Frequenzen mit Modellen des Sterns abgeglichen. In den Leuchtstärkekurven werden mittels Fouriertransformation Periodizitäten aufgefunden. Eine markante Frequenz hat zum Beispiel eine Periodendauer von 625 Sekunden. Der kristalline Kern kann bestimmte Schwingungen aufgrund seines Schermodules nicht ausführen bzw. behindert oder reflektiert sie. Daraus kann auf seine Größe geschlossen werden.
Eine weitere Bewertung der Helligkeitsdaten im Jahre 2004 hat einen kristallinen Anteil zwischen 32 und 82 % ergeben.
Die kristalline Struktur ist vermutlich kubisch raumzentriert und besteht aus Atomkernen, die von einem Elektronengas umgeben sind. Das lässt sich nicht mit dem ebenfalls kubisch kristallinen Diamant vergleichen, trotzdem wurde der Stern wegen dieser Kristallinität als „Diamantstern“ populär. Die Dichte des Sternes beträgt etwa 6000 Tonnen pro Kubikzentimeter. Die kristalline Masse von BPM 37093 wird auf mehr als 5 · 1029 kg geschätzt.